# Alternate Endings
Alternate Endings è il terzo album in studio del gruppo musicale britannico Fightstar, pubblicato nel 2008. Il disco si compone di B-sides, cover e estratti live.

## Tracce
1. Floods (live) – 3:46
2. Where's the Money, Lebowski? – 3:26
3. Waitin' for a Superman (Flaming Lips cover) – 3:29
4. Amethyst (+ traccia nascosta Hazy Eyes) – 7:19
5. 99 (live) – 4:03
6. In Between Days (The Cure cover) – 2:38
7. Shinji Ikari – 3:59
8. Dark Star – 3:43
9. Gracious – 3:43
10. Fight for Us – 4:08
11. Hold Out Your Arms (live acustico) – 4:04
12. NERV/SEELE – 3:51
13. Zihuatanejo – 3:36
14. Breaking the Law (Judas Priest cover) – 2:58
15. Minerva (Deftones cover) – 2:51

## Formazione
- Charlie Simpson - voce, chitarra, tastiere
- Alex Westaway - chitarra, voce
- Dan Haigh - basso
- Omar Abidi - batteria, percussioni